# Junior Songfestival

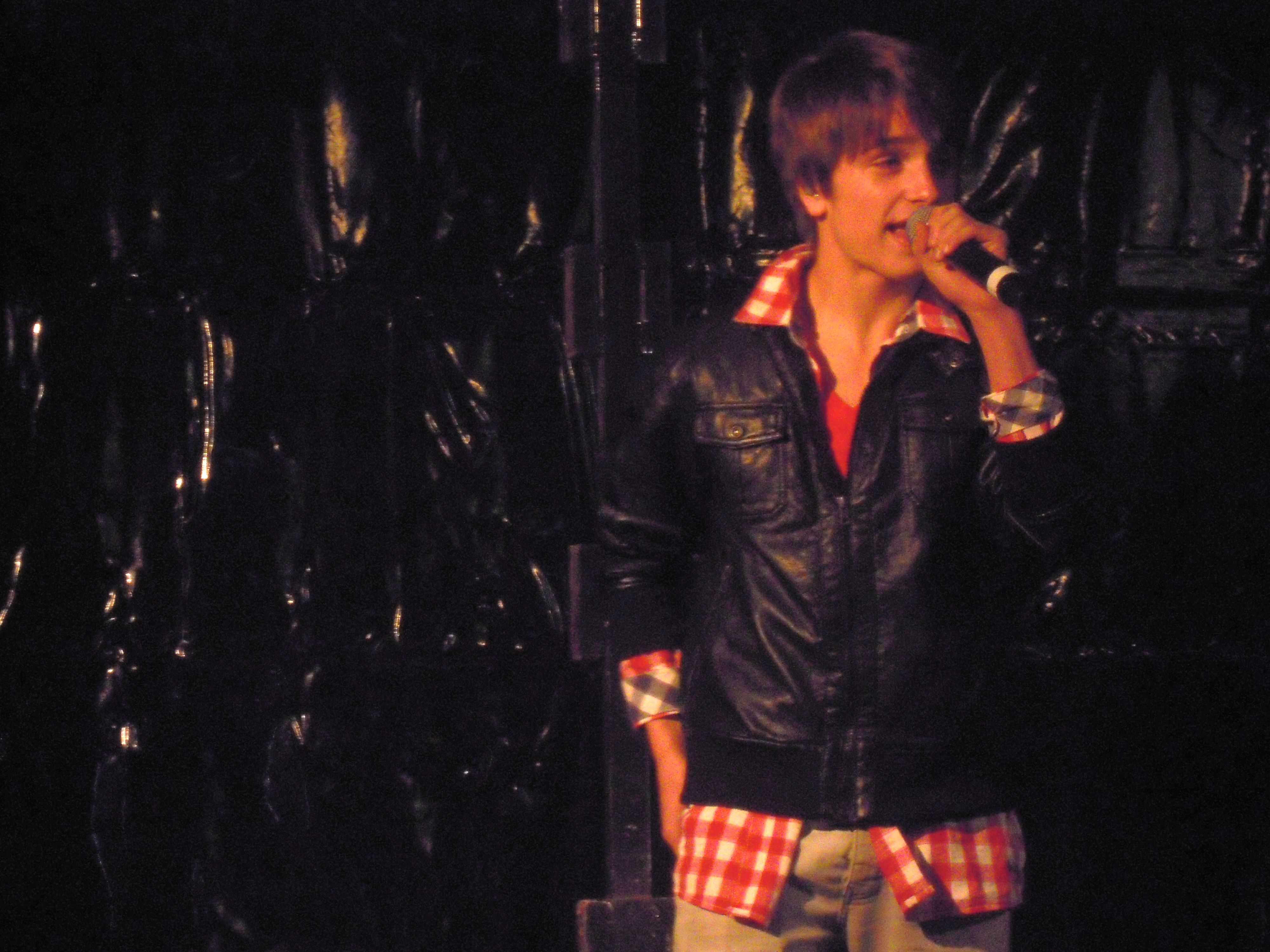
Ralf Mackenbach, de winnaar in 2009 met Click Clack. Hij won ook het Junior Eurovisiesongfestival in dat jaar.

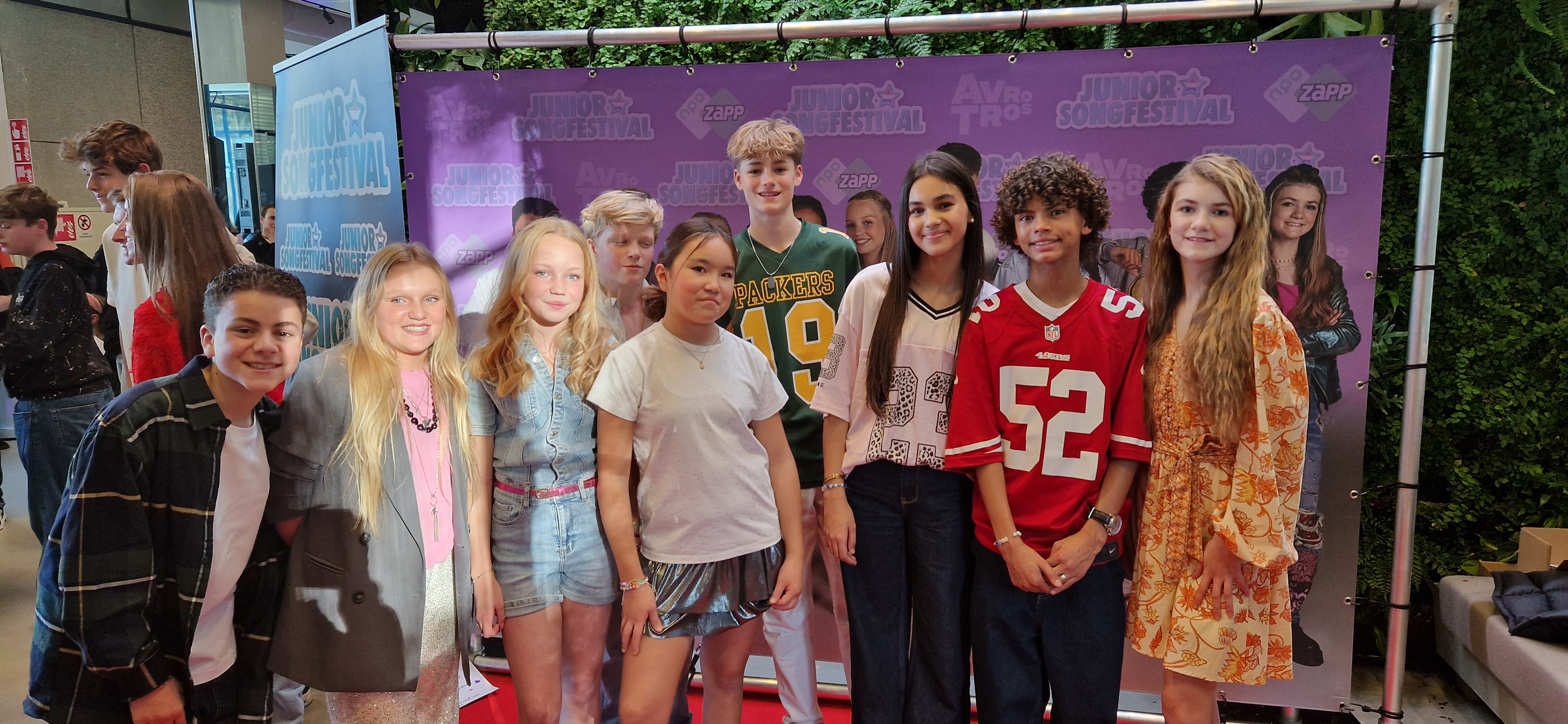
Deelnemers aan het Junior Songfestival 2024

Het Junior Songfestival is de Nederlandse jaarlijkse preselectie voor het Junior Eurovisiesongfestival, en wordt in de maand september uitgezonden door AVROTROS op NPO Zapp. Het festival is gebaseerd op het Nationaal Songfestival.

## Geschiedenis
De deelnemers namens Nederland aan het Junior Eurovisiesongfestival worden jaarlijks bepaald in de finale van het Junior Songfestival. Duizenden kinderen schrijven zich jaarlijks in met een zelfgeschreven liedje om te proberen een deelname te bemachtigen aan de audities. Een jury bepaalt uiteindelijk wie er mag deelnemen aan de halve finales die worden uitgezonden op televisie (in 2003 en 2006 waren er geen halve finales, toen gingen de door de jury gekozen kandidaten rechtstreeks naar de finale). In beide halve finales winnen twee deelnemende acts rechtstreeks toegang tot de finale. Het publiek kan via een stemronde op het internet bepalen welke act dan alsnog, via de zogenaamde wildcard, wordt toegelaten tot de finale (in 2004 en 2005 werd de wildcard uitgereikt door de vakjury). De winnaar van de finale mag namens Nederland meedoen aan het Junior Eurovisiesongfestival. Zowel in de halve finales als in de finale worden punten toegekend door een vakjury, een kinderjury (sinds 2004) en het publiek om de uitslag te bepalen.
Van 2004 t/m 2015 zongen de finalisten van het Junior Songfestival ook elk jaar een gezamenlijk nummer. In 2019 was dit weer teruggehaald.
In 2016 werd het Junior Songfestival niet gehouden. In plaats daarvan vond voor het eerst een interne selectie plaats. Op internet was te volgen wie Nederland zou gaan vertegenwoordigen op het Junior Eurovisiesongfestival in Malta. Deelnemers deden mee met een zelfgekozen cover van een Nederlands JSF-nummer van de vorige jaren.
In 2017 werd er wel een Junior Songfestival gehouden, maar deze week zeer sterk af van eerdere edities. De programma's, twee halve finales en een finale, waren van tevoren opgenomen. De deelnemers zongen er covers en de winnaar werd bepaald door een vakjury. Naderhand werd er voor de winnende boyband Fource een lied geschreven waarmee ze Nederland vertegenwoordigen op het Junior Eurovisiesongfestival.
In 2018 was er weer een live-uitzending waarin de deelnemers elk een eigen lied lieten horen. Het grootste verschil in vergelijking met de periode 2003-2015 zit er echter in hoe deze liedjes zijn ontstaan. Voorheen deden kinderen auditie met een zelf geschreven lied, en als ze wonnen mochten ze dat lied laten horen op het Junior Eurovisiesongfestival. Tegenwoordig doen de kinderen auditie met covers en mogen na de audities geen liedjes schrijven.

## Edities
| Jaar | Presentator                   | Gezamenlijk lied                | Winnaar              | Winnend lied                                                   | Ingezonden lied (JESC) | Eindplaats (JESC) |
| ---- | ----------------------------- | ------------------------------- | -------------------- | -------------------------------------------------------------- | ---------------------- | ----------------- |
| 2003 | Angela Groothuizen            | Geen gezamenlijk lied           | Roel                 | Mijn ogen zeggen alles                                         | Mijn ogen zeggen alles | 11e               |
| 2004 | Angela Groothuizen            | We gaan ervoor!                 | Klaartje & Nicky     | Hij is een kei                                                 | Hij is een kei         | 11e               |
| 2005 | Tooske Ragas                  | Alles wat je wil                | Tess                 | Stupid                                                         | Stupid                 | 7e                |
| 2006 | Sipke Jan Bousema             | Vrij!                           | Kimberly             | Goed                                                           | Goed                   | 12e               |
| 2007 | Sipke Jan Bousema             | Laat ons zijn wat we zijn       | Lisa, Amy en Shelley | Adem in, adem uit                                              | Adem in, adem uit      | 11e               |
| 2008 | Sipke Jan Bousema             | Ojee, ojee                      | Marissa              | 1 dag                                                          | 1 dag                  | 13e               |
| 2009 | Sipke Jan Bousema             | Morgen is vandaag               | Ralf                 | Click Clack                                                    | Click Clack            | 1e                |
| 2010 | Ewout Genemans                | Famous                          | Anna en Senna        | My Family                                                      | My Family              | 9e                |
| 2011 | Ewout Genemans                | Yeah! Yeah!                     | Rachel               | Ik ben een teenager                                            | Ik ben een teenager    | 2e                |
| 2012 | Ewout Genemans                | JSF Party                       | Femke                | Tik tak tik                                                    | Tik tak tik            | 7e                |
| 2013 | Ewout Genemans                | Glitter & Glamour               | Mylène & Rosanne     | Double me                                                      | Double me              | 8e                |
| 2014 | Jan Smit                      | Connected                       | Julia                | Around                                                         | Around                 | 8e                |
| 2015 | Jan Smit                      | Living Our Dream                | Shalisa              | Million Lights                                                 | Million Lights         | 15e               |
| 2016 | Geen tv-uitzending            | Geen tv-uitzending              | Geen tv-uitzending   | Geen tv-uitzending                                             | Kisses and Dancin'     | 8e                |
| 2017 | Romy Monteiro                 | Later als ik groter ben (cover) | FOURCE               | September Song (cover) There's Nothing Holdin' Me Back (cover) | Love Me                | 4e                |
| 2018 | Romy Monteiro                 | Geen gezamenlijk lied           | Max & Anne           | Samen                                                          | Samen                  | 13e               |
| 2019 | Romy Monteiro en Buddy Vedder | Stars to Shine                  | Matheu               | Dans met jou                                                   | Dans met jou           | 4e                |
| 2020 | Romy Monteiro en Buddy Vedder | All We Need Is Music            | Unity                | Best Friends                                                   | Best Friends           | 4e                |
| 2021 | Romy Monteiro en Buddy Vedder | Let's sing together             | Ayana                | Mata Sugu Aō Ne                                                | Mata Sugu Aō Ne        | 19e (laatste)     |
| 2022 | Stefania en Matheu            | Living in the Moment            | Luna                 | La Festa                                                       | La Festa               | 7e                |
| 2023 | Stefania en Matheu            | Good Vibes                      | Sep & Jasmijn        | Holding On to You                                              | Holding On to You      | 7e                |
| 2024 | Stefania en Matheu            | Move On                         | Stay Tuned           | Music                                                          | Music                  | 10e               |
| 2025 | Stefania en Matheu            | Spotlights                      |                      |                                                                |                        |                   |

## Vakjuryleden
| Jaar | Juryleden           | Juryleden                    | Juryleden                     | Juryleden                                                                               | Juryleden          | Ref.               |
| ---- | ------------------- | ---------------------------- | ----------------------------- | --------------------------------------------------------------------------------------- | ------------------ | ------------------ |
| 2003 | Bastiaan Ragas      | Jamai                        | Gijs Staverman                | Sylvana Simons                                                                          | Birgit Schuurman   | [ 3 ]              |
| 2004 | Manuëla Kemp        | Jeroen Kijk in de Vegte      | Angela Schijf                 | Danny de Munk (Halve finale 1) Sita Vermeulen (Halve finale 2) Carlo Boszhard (Finale)  | -                  | [ 3 ]              |
| 2005 | Manuëla Kemp        | Kim-Lian van der Meij        | Sander Lantinga               | Antonie Kamerling (Halve finale 1) Sita Vermeulen (Halve finale 2) René Froger (Finale) | -                  | [ 4 ]              |
| 2006 | Simone Kleinsma     | Gerard Ekdom                 | Sita                          | -                                                                                       | -                  | [ 5 ]              |
| 2007 | Gordon              | Nikkie Plessen (Finale)      | Yes-R (Halve finale & finale) | Monique van der Werff (Halve finale 1) Maud (Halve finale 2) Ali B (Halve finale 2)     | -                  | [ 6 ]              |
| 2008 | Gordon              | Hind                         | Curt Fortin                   | -                                                                                       | -                  | [ 7 ]              |
| 2009 | Jeroen van der Boom | Yolanthe Cabau van Kasbergen | Lange Frans                   | -                                                                                       | -                  | [ 8 ]              |
| 2010 | Stacey Rookhuizen   | Jamai                        | Yes-R                         | -                                                                                       | -                  | [ 9 ]              |
| 2011 | Stacey Rookhuizen   | Lieke van Lexmond            | Ruud de Wild                  | -                                                                                       | -                  | [ 10 ]             |
| 2012 | Ferry Doedens       | Lieke van Lexmond            | John Ewbank                   | -                                                                                       | -                  | [ 11 ]             |
| 2013 | Brownie Dutch       | Katja Schuurman              | Tim Douwsma                   | -                                                                                       | -                  | [ 12 ]             |
| 2014 | Niels Geusebroek    | Xander de Buisonjé           | Yvonne Coldeweijer            | -                                                                                       | -                  | [ 13 ]             |
| 2015 | Gerard Joling       | Yes-R                        | Leona Philippo                | -                                                                                       | -                  | [ 14 ]             |
| 2016 | Geen tv-uitzending  | Geen tv-uitzending           | Geen tv-uitzending            | Geen tv-uitzending                                                                      | Geen tv-uitzending | Geen tv-uitzending |
| 2017 | Tim Douwsma         | Kim-Lian van der Meij        | Sharon Doorson                | -                                                                                       | -                  | [ 15 ]             |
| 2018 | Tommie Christiaan   | Buddy Vedder                 | Maan                          | -                                                                                       | -                  | [ 16 ]             |
| 2019 | Tabitha             | Kaj van der Voort            | Edsilia Rombley               | -                                                                                       | -                  | [ 17 ]             |
| 2020 | Ronnie Flex         | Fenna Ramos                  | Duncan Laurence               | -                                                                                       | -                  | [ 19 ]             |
| 2021 | Jeangu Macrooy      | Emma Heesters                | Rolf Sanchez                  | -                                                                                       | -                  | [ 20 ]             |
| 2022 | Chantal Janzen      | Flemming                     | Glen Faria                    | -                                                                                       | -                  | [ 21 ]             |
| 2023 | MEAU                | Soy Kroon                    | Sosha Duysker                 | -                                                                                       | -                  | [ 22 ]             |
| 2024 | Roxeanne Hazes      | Jim Bakkum                   | Anne Appelo                   | -                                                                                       | -                  | [ 23 ]             |

## Nationale finales
| Jaar | Nationale locatie                                                                | Datum              | Datum              | Datum              | Ref.               |
| Jaar | Nationale locatie                                                                | 1e halve finale    | 2e halve finale    | Finale             | Ref.               |
| ---- | -------------------------------------------------------------------------------- | ------------------ | ------------------ | ------------------ | ------------------ |
| 2003 | Pepsi Stage, Amsterdam                                                           | Geen halve finales | Geen halve finales | 20 september       | [ 24 ]             |
| 2004 | Studio 23, Media Park, Hilversum (halve finales) Pepsi Stage, Amsterdam (finale) | 11 september       | 18 september       | 25 september       | [ 25 ] [ 26 ]      |
| 2005 | Central Studios, Utrecht                                                         | 10 september       | 17 september       | 24 september       | [ 4 ]              |
| 2006 | Studio 24, Media Park, Hilversum                                                 | Geen halve finales | Geen halve finales | 30 september       |                    |
| 2007 | Studio Baarn, Baarn                                                              | 22 september       | 29 september       | 6 oktober          |                    |
| 2008 | Studio Baarn, Baarn                                                              | 20 september       | 27 september       | 4 oktober          |                    |
| 2009 | Studio Baarn, Baarn                                                              | 19 september       | 26 september       | 3 oktober          |                    |
| 2010 | Studio Baarn, Baarn                                                              | 18 september       | 25 september       | 2 oktober          |                    |
| 2011 | Crown Business Studios, Studio 1, Aalsmeer                                       | 17 september       | 24 september       | 1 oktober          |                    |
| 2012 | Crown Business Studios, Studio 1, Aalsmeer                                       | 22 september       | 29 september       | 6 oktober          |                    |
| 2013 | Crown Business Studios, Studio 1, Aalsmeer                                       | 14 september       | 21 september       | 28 september       |                    |
| 2014 | Crown Business Studios, Studio 1, Aalsmeer                                       | 13 september       | 20 september       | 4 oktober          |                    |
| 2015 | Crown Business Studios, Studio 1, Aalsmeer                                       | 19 september       | 26 september       | 3 oktober          |                    |
| 2016 | Geen tv-uitzending                                                               | Geen tv-uitzending | Geen tv-uitzending | Geen tv-uitzending | Geen tv-uitzending |
| 2017 | Theater Hanzehof, Zutphen                                                        | 2 september        | 9 september        | 16 september       |                    |
| 2018 | Theater Hanzehof, Zutphen                                                        | Geen halve finales | Geen halve finales | 29 september       |                    |
| 2019 | Theater Hanzehof, Zutphen                                                        | Geen halve finales | Geen halve finales | 28 september       |                    |
| 2020 | Ahoy Arena, Rotterdam Ahoy, Rotterdam                                            | Geen halve finales | Geen halve finales | 26 september       |                    |
| 2021 | RTM Stage, Rotterdam Ahoy, Rotterdam                                             | Geen halve finales | Geen halve finales | 25 september       |                    |
| 2022 | RTM Stage, Rotterdam Ahoy, Rotterdam                                             | Geen halve finales | Geen halve finales | 24 september       |                    |
| 2023 | RTM Stage, Rotterdam Ahoy, Rotterdam                                             | Geen halve finales | Geen halve finales | 23 september       |                    |
| 2024 | RTM Stage, Rotterdam Ahoy, Rotterdam                                             | Geen halve finales | Geen halve finales | 21 september       |                    |
| 2025 | RTM Stage, Rotterdam Ahoy, Rotterdam                                             | Geen halve finales | Geen halve finales | 20 september       |                    |

## Kijkcijfers door de jaren heen
| Jaar | 1e halve finale    | 2e halve finale    | Finale             | Ref. |
| ---- | ------------------ | ------------------ | ------------------ | ---- |
| 2003 | Geen halve finales | Geen halve finales | 764.000            |      |
| 2004 | 766.000            | 776.000            | 1.197.000          |      |
| 2005 | 434.000            | 541.000            | 751.000            |      |
| 2006 | Geen halve finales | Geen halve finales | 577.000            |      |
| 2007 | 328.000            | 315.000            | 439.000            |      |
| 2008 | 325.000            | 423.000            | 560.000            |      |
| 2009 | 337.000            | 436.000            | 580.000            |      |
| 2010 | 382.000            | 415.000            | 586.000            |      |
| 2011 | 500.000            | 391.000            | 383.000            |      |
| 2012 | 319.000            | 403.000            | 442.000            |      |
| 2013 | 452.000            | 359.000            | 398.000            |      |
| 2014 | 172.000            | 298.000            | 318.000            |      |
| 2015 | 267.000            | 370.000            | 366.000            |      |
| 2016 | Geen tv-uitzending | Geen tv-uitzending | Geen tv-uitzending |      |
| 2017 | 250.000            | 381.000            | 430.000            |      |
| 2018 | Geen halve finales | Geen halve finales | 237.000            |      |
| 2019 | Geen halve finales | Geen halve finales | 262.000            |      |
| 2020 | Geen halve finales | Geen halve finales | 409.000            |      |
| 2021 | Geen halve finales | Geen halve finales | 401.000            |      |
| 2022 | Geen halve finales | Geen halve finales | 514.000            |      |
| 2023 | Geen halve finales | Geen halve finales | 542.000            |      |
| 2024 | Geen halve finales | Geen halve finales | 502.000            |      |

## Discografie

### Albums
Tot en met 2015 werd met alle deelnemers aan de (halve) finales van het Junior Songfestival een CD opgenomen.
| Album met eventuele hitnotering(en) in de Nederlandse Album Top 100 | Datum van verschijnen | Datum van binnenkomst | Hoogste positie | Aantal weken | Opmerkingen                            |
| ------------------------------------------------------------------- | --------------------- | --------------------- | --------------- | ------------ | -------------------------------------- |
| Junior Songfestival '07                                             | 2007                  | -                     |                 |              | Nr. 9 in de Compilation Top 30         |
| Junior Songfestival '08                                             | 2008                  | -                     |                 |              | Nr. 2 in de Compilation Top 30 Goud    |
| Junior Songfestival '09                                             | 2009                  | -                     |                 |              | Nr. 1 in de Compilation Top 30 Platina |
| Junior Songfestival '10                                             | 2010                  | 18-09-2010            | 6               | 24           | Goud                                   |
| Junior Songfestival '11                                             | 2011                  | 17-09-2011            | 2               | 25           | Goud                                   |
| Junior Songfestival '12                                             | 2012                  | 22-09-2012            | 4               | 23           | Goud                                   |
| Junior Songfestival '13                                             | 2013                  | 31-08-2013            | 6               | 7*           |                                        |
| Junior Songfestival '14                                             | 2014                  |                       |                 |              |                                        |
| Junior Songfestival '15                                             | 2015                  |                       |                 |              |                                        |

### Singles
| Single met eventuele hitnotering(en) in de Nederlandse Top 40 | Datum van verschijnen | Datum van binnenkomst | Hoogste positie | Aantal weken | Opmerkingen                                                |
| ------------------------------------------------------------- | --------------------- | --------------------- | --------------- | ------------ | ---------------------------------------------------------- |
| Mijn ogen zeggen alles                                        | 2003                  | -                     |                 |              | van Roel / Nr. 62 in de Single Top 100                     |
| Stupid                                                        | 2005                  | -                     |                 |              | van Tess / Nr. 16 in de Single Top 100                     |
| Goed                                                          | 2006                  | -                     |                 |              | van Kimberly / Nr. 88 in de Single Top 100                 |
| Adem in, adem uit                                             | 2007                  | -                     |                 |              | van Lisa, Amy en Shelley / Nr. 55 in de Single Top 100     |
| Click clack                                                   | 2009                  | 05-12-2009            | 28              | 3            | van Ralf / Nr. 7 in de Single Top 100                      |
| Ik ben een teenager                                           | 2011                  | -                     |                 |              | van Rachel / Nr. 54 in de Single Top 100                   |
| Stop the time                                                 | 14-09-2012            | 06-10-2012            | tip17           | -            | van MainStreet / Nr. 56 in de Single Top 100               |
| JSF party                                                     | 2012                  | -                     |                 |              | van Junior Songfestival 2012 / Nr. 77 in de Single Top 100 |
| Tik tak tik                                                   | 2012                  | -                     |                 |              | van Femke / Nr. 74 in de Single Top 100                    |
| Una chica especial                                            | 2012                  | -                     |                 |              | van Alessandro / Nr. 78 in de Single Top 100               |
| Around                                                        | 2014                  | -                     |                 |              | van Julia                                                  |
| Million lights                                                | 2015                  | 17-10-2015            | tip27           | -            | van Shalisa                                                |
| Kisses and dancin'                                            | 2016                  | -                     |                 |              | van Kisses                                                 |
| Love me                                                       | 2017                  | -                     |                 |              | van FOURCE                                                 |

| Single met hitnotering(en) in de Vlaamse Ultratop 50 | Datum van verschijnen | Datum van binnenkomst | Hoogste positie | Aantal weken | Opmerkingen |
| ---------------------------------------------------- | --------------------- | --------------------- | --------------- | ------------ | ----------- |
| Click clack                                          | 2009                  | 28-11-2009            | 18              | 3            | van Ralf    |

## Opmerkingen
- Het komt elk jaar wel voor dat er deelnemers zijn die al eerder aan talentenjachten hebben meegedaan zoals The Voice Kids, Superkids of Holland's Got Talent.
- Tevens zitten er elk jaar wel kandidaten bij die in Kinderen voor Kinderen hebben gezeten.
- Een aantal oud-kandidaten heeft in de loop der tijd meegedaan aan The Voice Kids of aan The Voice of Holland
  - 2012: Bram uit 2009, Donny uit 2010, Amy uit 2012 en Phoebe uit 2010 (allemaal kids)
  - 2013: Joël uit 2011 (kids)
  - 2014: Lisa, Amy & Shelley uit 2007 (volwassenen, wonnen dat seizoen)
  - 2015: Dali uit 2013 (volwassenen)
  - 2017: Loeki uit 2013 (kids), Tjindjara uit 2005 (volwassenen) en Julia uit 2014 (volwassenen)
  - 2018: Sterre Koning uit 2016, Montana uit 2017 en Manouk uit 2017 (allemaal kids)
- In 2013 deed oud-kandidaat Démira uit 2007 mee aan De beste singer-songwriter van Nederland.
- In 2017 vertegenwoordigden Lisa, Amy en Shelley Vol (O'G3NE) Nederland op het Eurovisiesongfestival. Dit was tien jaar nadat zij hadden deelgenomen aan het Junior Songfestival. Ze behaalden de elfde plek in de finale.
- In 2021 vertegenwoordigde Stefania Griekenland op het Eurovisiesongfestival. Dit was vijf jaar nadat ze deelnam aan het Junior Songfestival als lid van de meidengroep Kisses. Ze behaalde de tiende plek in de finale.